# شارل-امده-فیلیپ فن لو
شارل-اِمِده-فیلیپ فن لو (فرانسوی: Charles-Amédée-Philippe van Loo‎; ۲۵ اوت ۱۷۱۹ – ۱۵ نوامبر ۱۷۹۵) نقاش تمثیل و چهره اهل فرانسه بود.
وی نقاشی را زیرنظر پدرش ژان-بتیست ون لو در تورین و رم آموخت و در سال ۱۷۳۸ برنده جایزه بزرگ رم شد، سپس در سال ۱۷۴۷ برای پیوستن به آکادمی سلطنتی نقاشی و مجسمه‌سازی دعوت شد. و در آن سال با دختر عمه‌اش ماری-مارگریت لبرون، دختر نقاش میشل لبرون (درگذشته ۱۷۵۳) ازدواج کرد.

## برخی از آثار

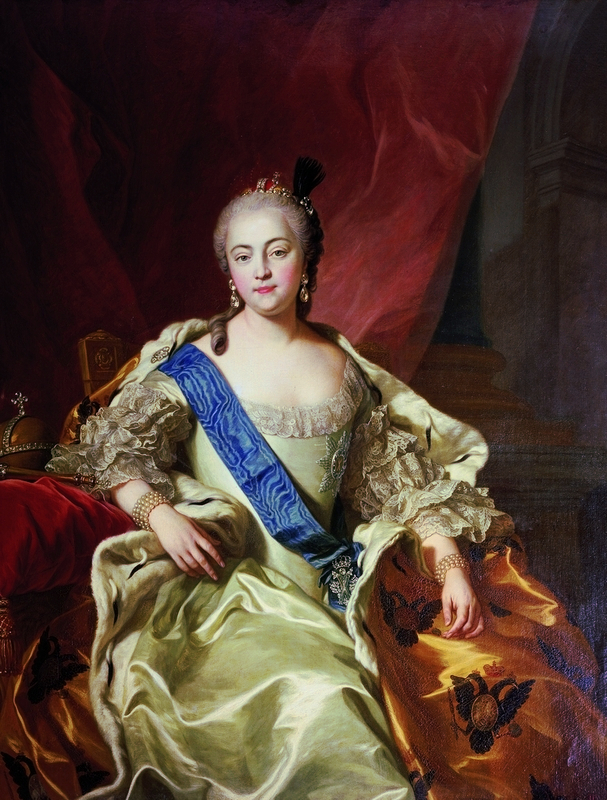
Portrait de l’impératrice یلیزاوتا (۱۷۶۰), کاخ پترهوف.
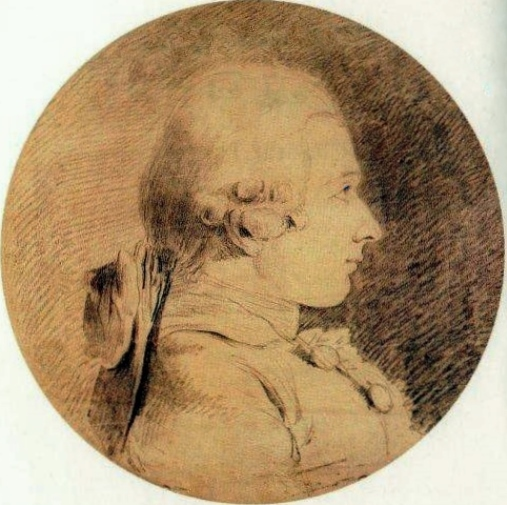
Portrait en buste du jeune مارکی دو ساد (1760-1762), collection particulière.
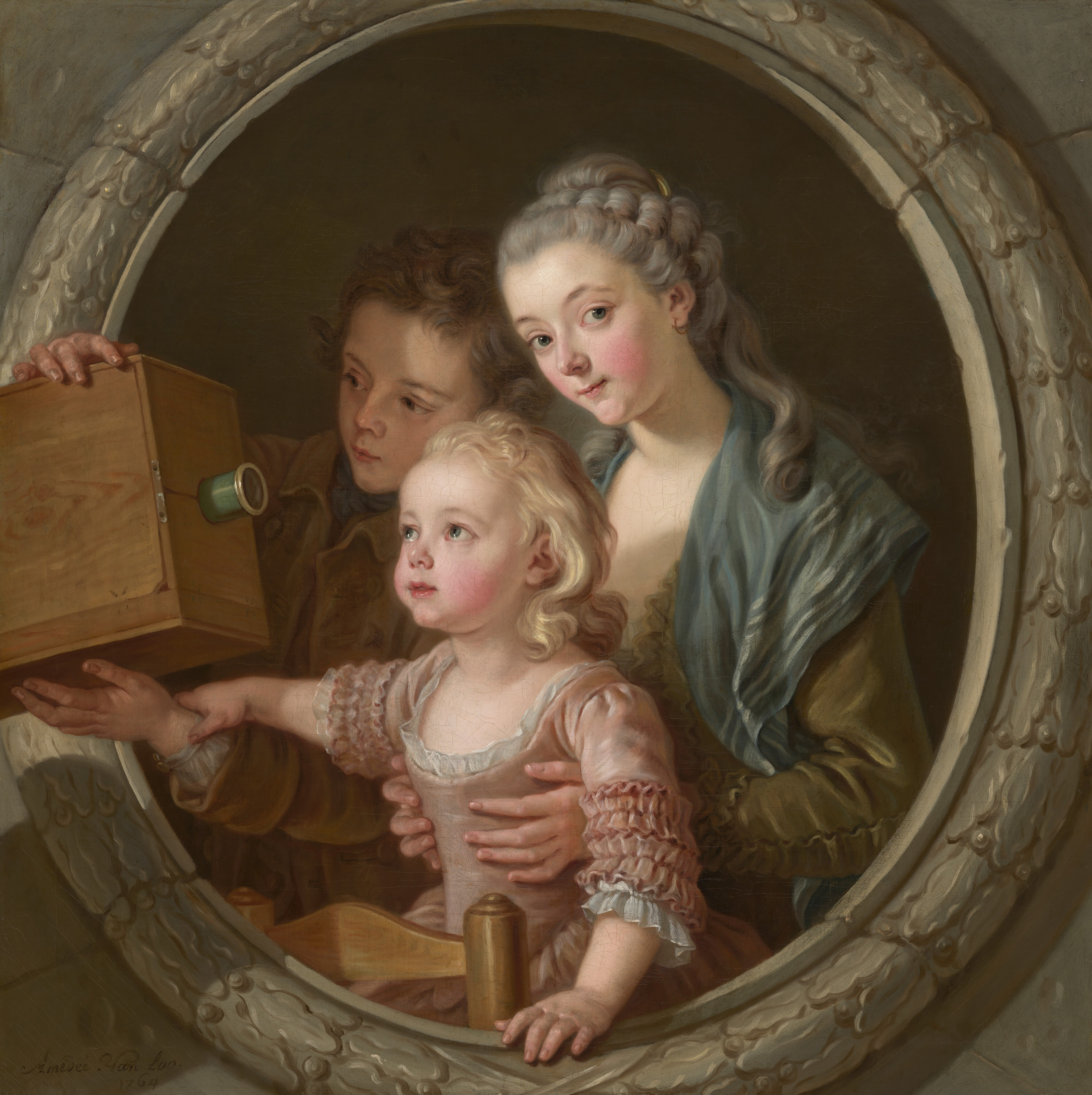
La Lanterne magique (1764), نگارخانه ملی هنر (آمریکا).
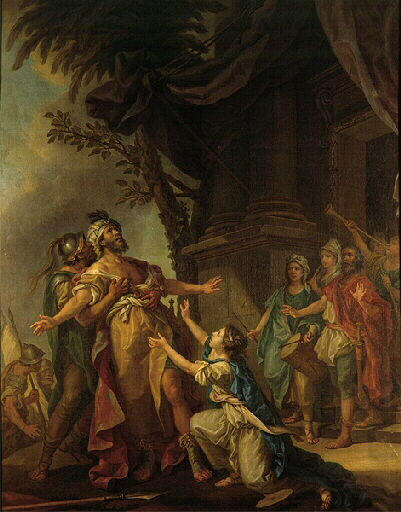
Le Vœu de Jephté (1785), musée des beaux-arts de Dijon.
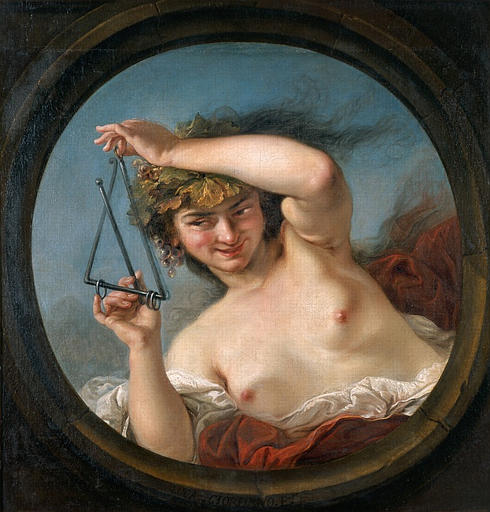
Une Bacchante jouant du triangle, musée de Grenoble.